# Quartier Est (Avignon)
Le quartier Est est l'un des 9 quartiers d'Avignon en région Provence-Alpes-Côte d'Azur.

## Localisation
Ce quartier est délimité :
- à l'est, par l'avenue de l'Amandier qui le sépare du quartier Montfavet ;
- au nord, par la route de Morières qui le sépare de la ville du Pontet ;
- à l'ouest, par la rocade Charles de Gaulle et les avenues de la Folie et de Colchester qui le séparent du quartier Nord ;
- au sud, par la route de Montfavet qui le sépare du quartier Nord Rocade.

## Administration

### Mairie de quartier
Tous les quartiers d'Avignon sont dotés d'une mairie de quartier. Celle du quartier Est est située au 8 rue Laurent Fauchier.

### Bureau de Poste
Le quartier compte deux bureaux de Poste, le premier situé au 395 rue René Cassin et le second au 1 avenue de Wetzlar. 

### Poste de Police Municipale
Le quartier Est compte un poste de Police Municipale situé rue René Cassin.

## Transports en commun
Le quartier est desservi par le réseau Orizo.

### Bus
Le quartier Est est desservi par de nombreuses lignes de bus du réseau Orizo.
| Lignes desservant le quartier Est | Arrêts dans le quartier Est |
| --------------------------------- | --- |
| 4                                 | Deux Frères • Henri Nodet • Pompiers • Fontcouverte • Berton Sicard • Chemin de l'Amandier                                                                          |
| 7                                 | Neuf Peyres • Wetzlar • Place de Sienne • Passerelle • Reine Jeanne • Toulourenc • Rose des Vents                                                                   |
| 9                                 | Passerelle • Reine Jeanne • Stade Gorlier • Florence • Picasso • Pellenc • Chasseriau • Lycée René Char • Carpeaux • Renoir • Châteaubriand                         |
| 11                                | Rose des Vents • Cardelines • Renoir • Carpeaux • Lycée René Char                                                                                                   |
| 13                                | Lycée René Char |
| 14                                | Châteaubriand • Renoir • Carpeaux • Lycée René Char • Chasseriau • Pellenc • Picasso • Van Gogh • Les Œillets • Cinq Cantons • Berton Sicard • Chemin de l'Amandier |

### Vélopop'
Le quartier Est possède plusieurs stations Vélopop' du réseau Orizo.

## Les micro-quartiers

### Neuf Peyres
Les Neuf Peyres est un micro-quartier, principalement situé autour du chemin des Neuf Peyres à Avignon.
Il abrite principalement des résidences à loyers modérés et est situé à proximité d'un hypermarché Intermarché, mais qui lui est situé dans le quartier Avignon Nord.

### Pont des Deux-Eaux
Situé autour du chemin du Pont des Deux-Eaux, le micro-quartier abrite notamment la polyclinique Urbain V et le Centre Commercial Pont des Deux-Eaux autour de l'enseigne Leader Price, un lycée et un collège.
Comptant beaucoup de parcs, le micro-quartier est plutôt paisible. Il comporte autant d'habitations pavillonnaires privées que de résidences à loyers modérés.

### Grange d'Orel
Le micro-quartier est situé au nord de la rue de la Grange d'Orel et au sud de l'avenue de la Folie.
Il abrite notamment des résidences à loyers modérés ainsi que des espaces sportifs.

### Reine-Jeanne
La Reine-Jeanne est principalement composée d'un ensemble d'immeubles mais abrite également une piscine, plusieurs stades ainsi qu'un collège et son gymnase.
Le micro-quartier est partagé entre les quartiers Avignon Est et Avignon Nord.

### Massillargues
Il est situé autour du chemin de Massilargues et marque la frontière, au nord, avec la commune du Pontet.
Il compte principalement des habitations pavillonnaires privées.